# ویلروی اند بوخ
ویلروی اند بوخ (Villeroy & Boch) یک تولیدکننده بزرگ چینی سرامیکی است و دفتر مرکزی آن در شهر متلاخ در کشور آلمان قرار دارد.

## تاریخچه شرکت
این شرکت در روستای کوچک ادن-لو-تیش در منطقه  لورن  جایی که استاد آهنگر فرانسوا بوخ سفالگری خود را با سه پسرش در سال ۱۷۴۸ راه‌اندازی کرد، شروع به کار نمود.

## وضعیت فعلی
در سال ۲۰۱۰ کارخانه این شرکت در لوکزامبورگ بسته شد. در حالیکه خانواده بوخ در این شرکت کار نمی‌کنند، خانواده های مختلف دیگری زیر نظر مدیرعامل فعلی فرانک گورینگ در آن مشغول به کارند. از سال ۱۹۹۰ سهام این مجموعه در بازار سهام آلمان با نماد VIB3 عرضه شد، ولی همچنان سهم مدیریتی آن در اختیار فرزاندن خانواده است. اکثریت سهام ویلروی اند بوخ در بازار توسط هولدینگ اجزاجی باشی ترکیه خریداری شده است.

## نگارخانه

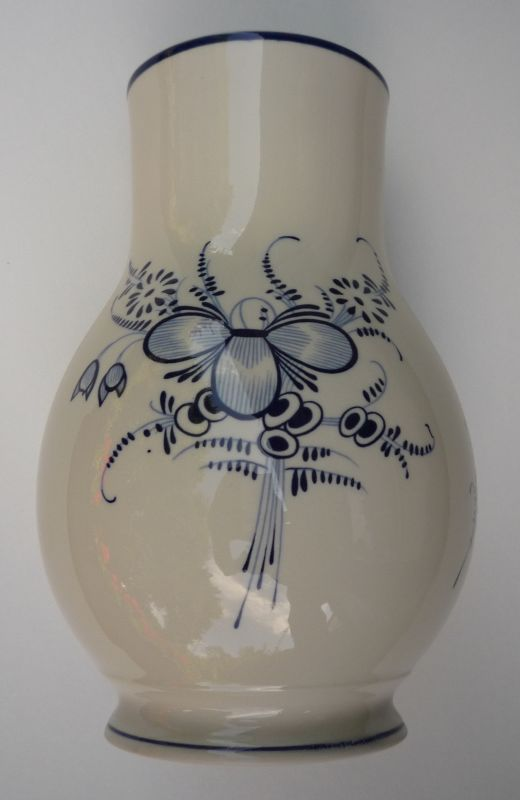
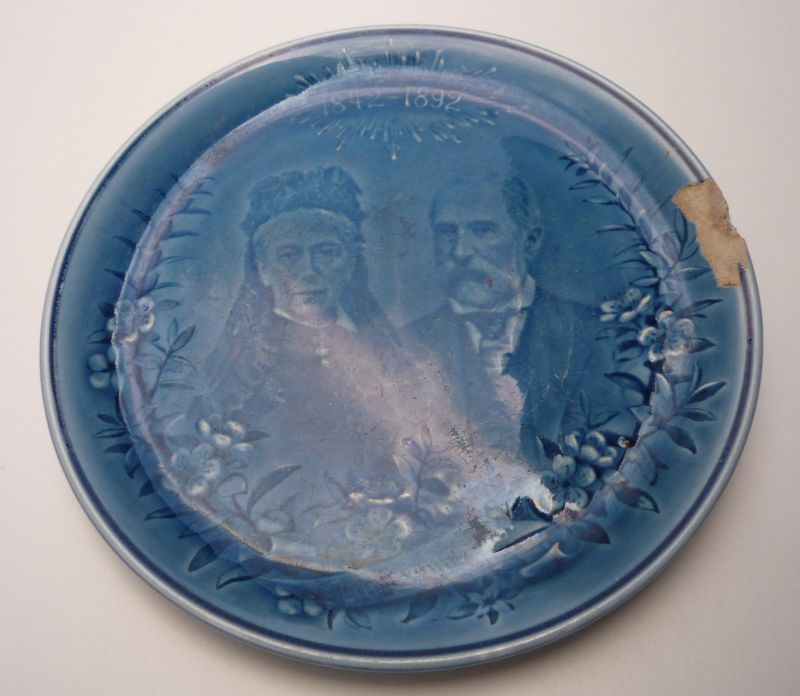
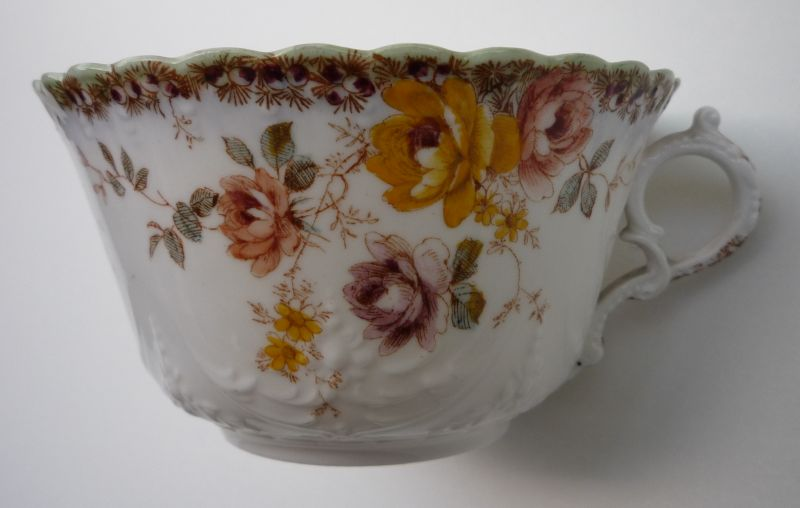
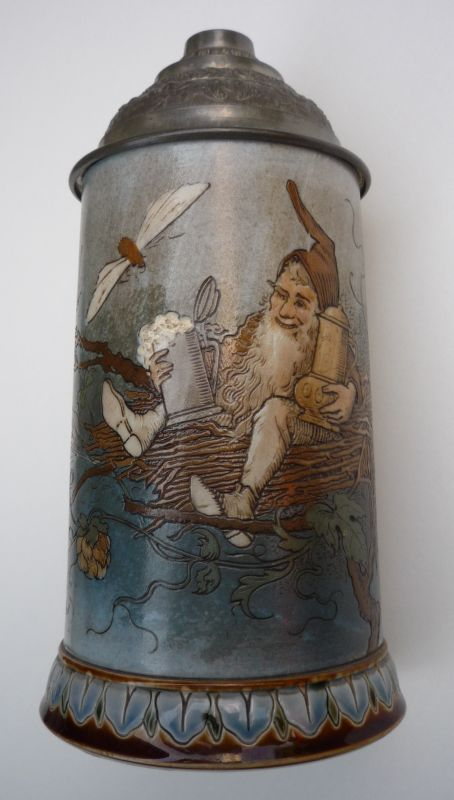
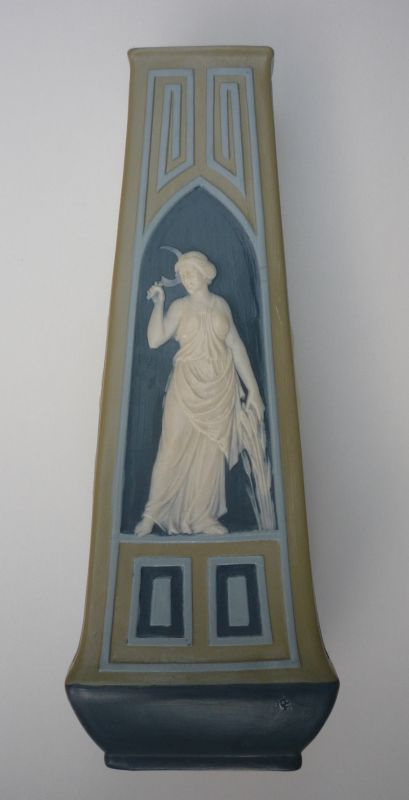
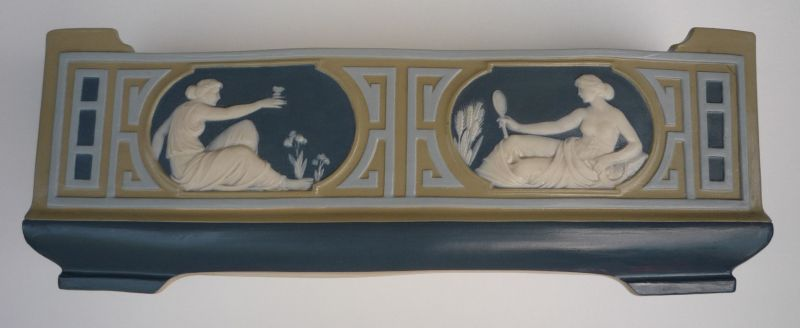
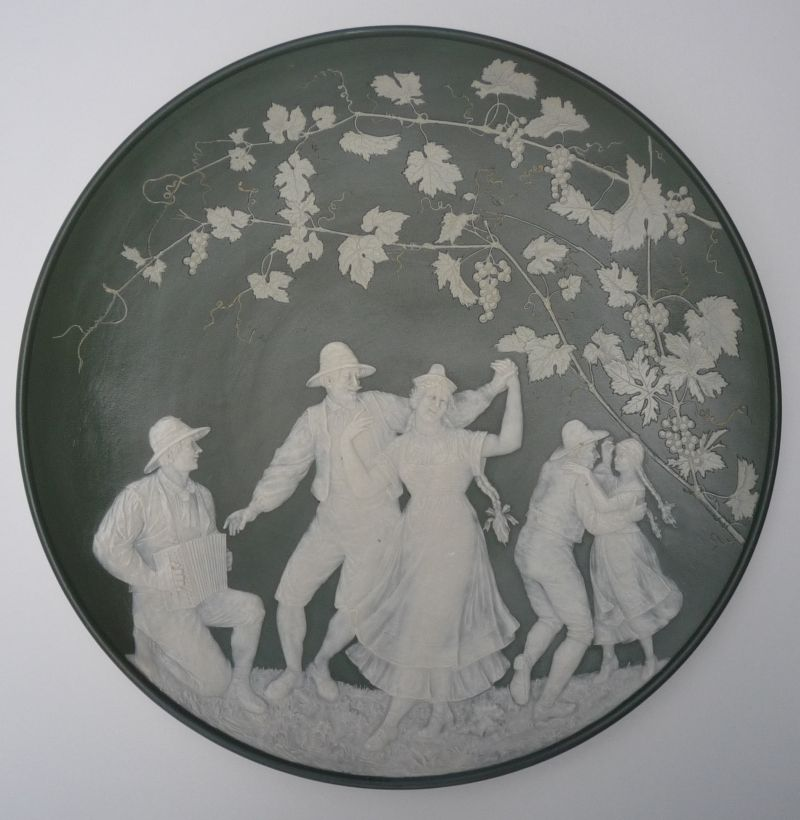
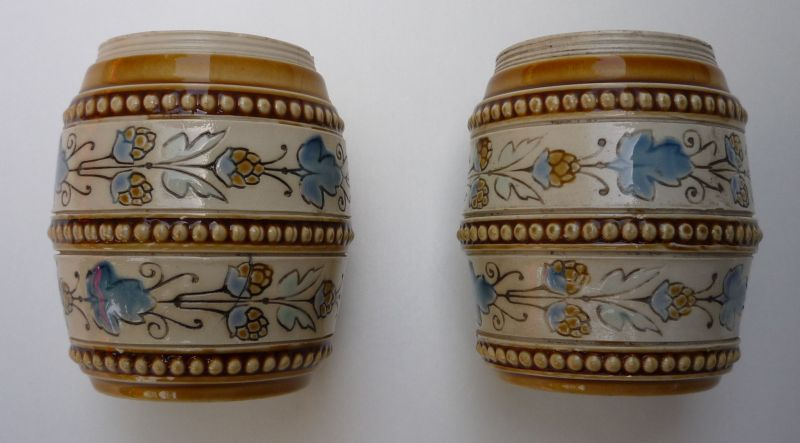
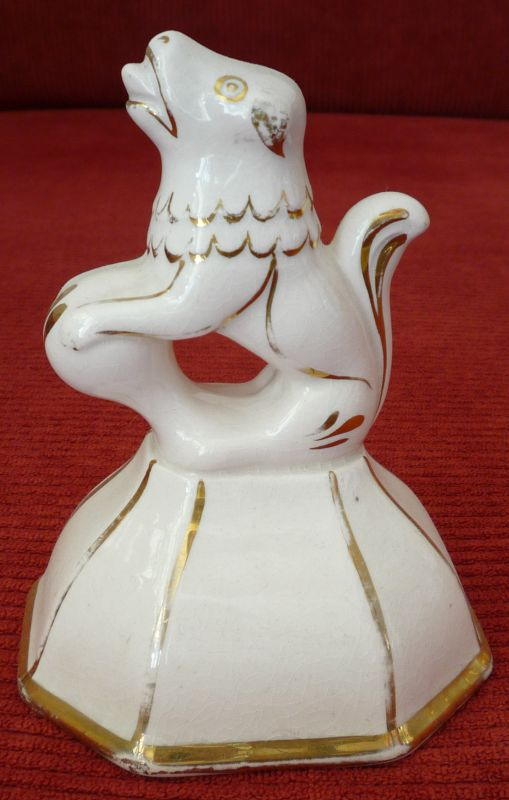
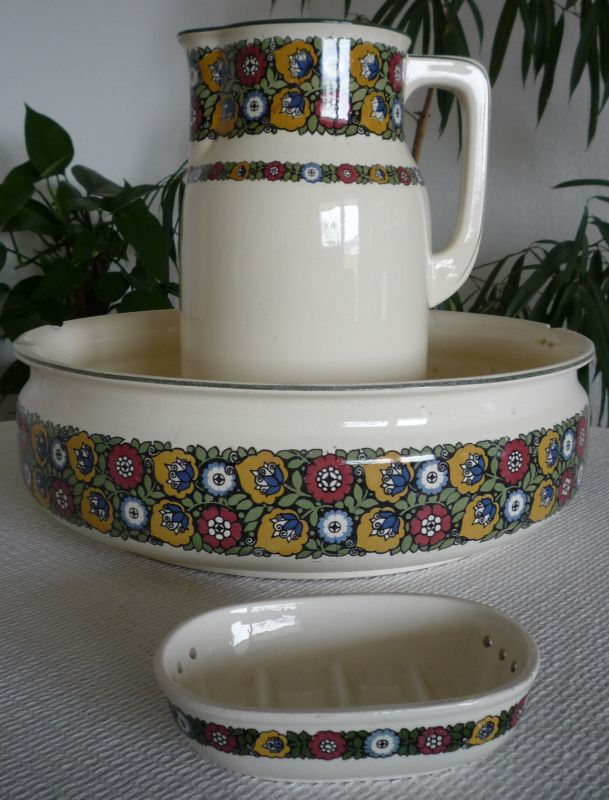
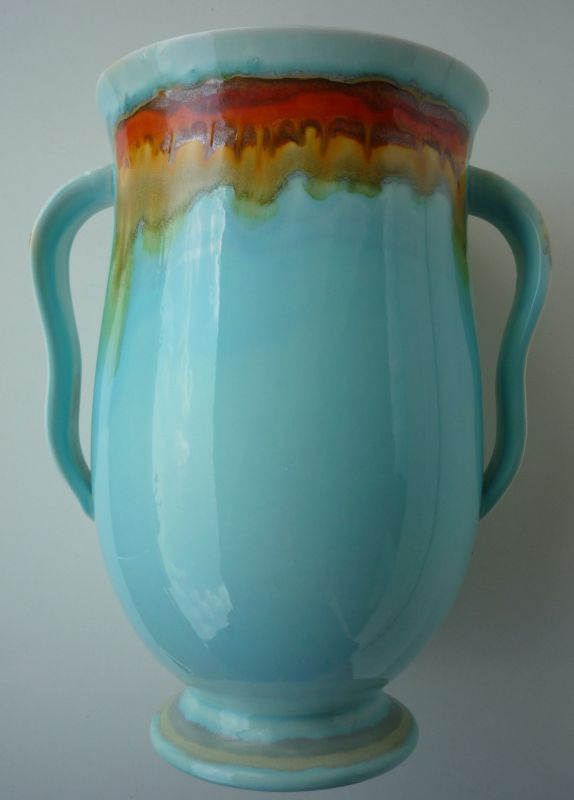
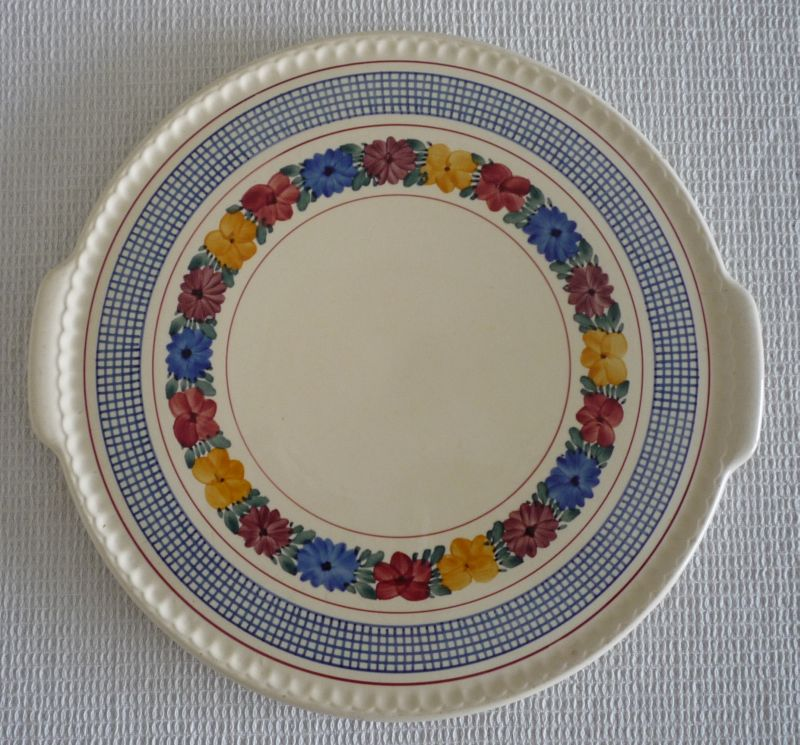
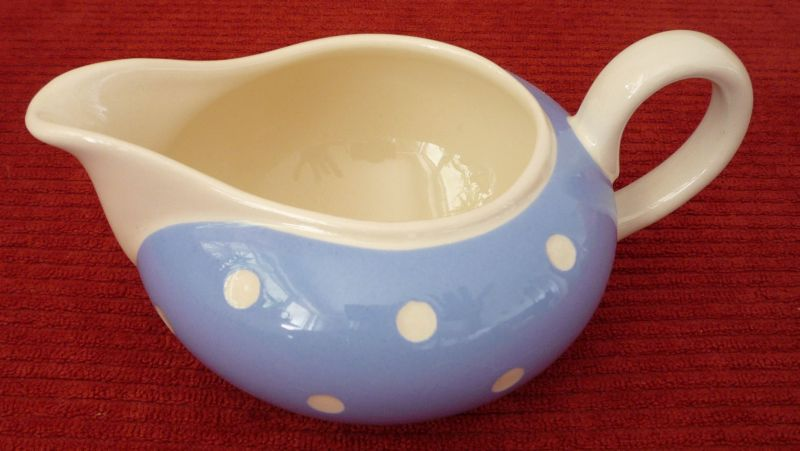
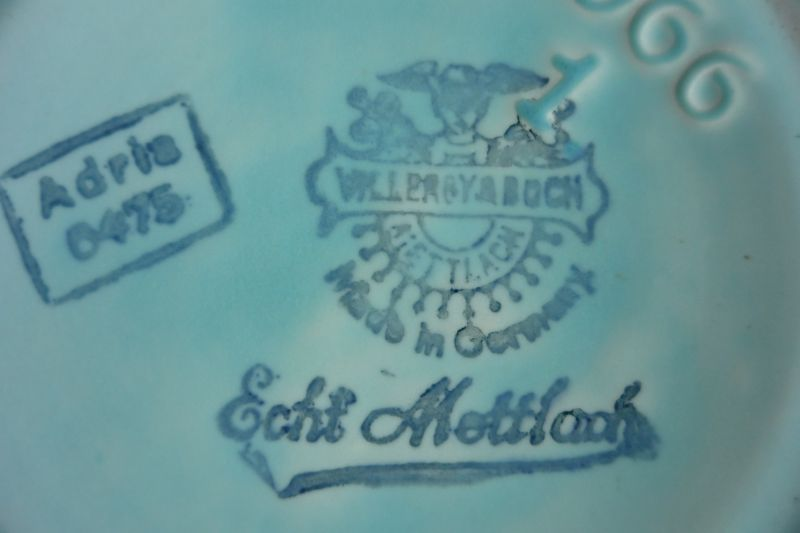
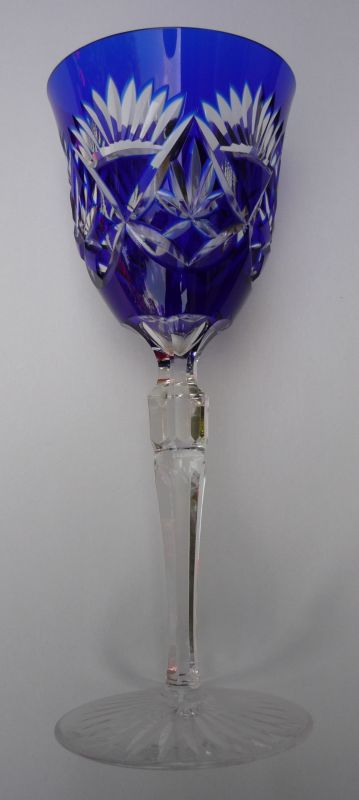
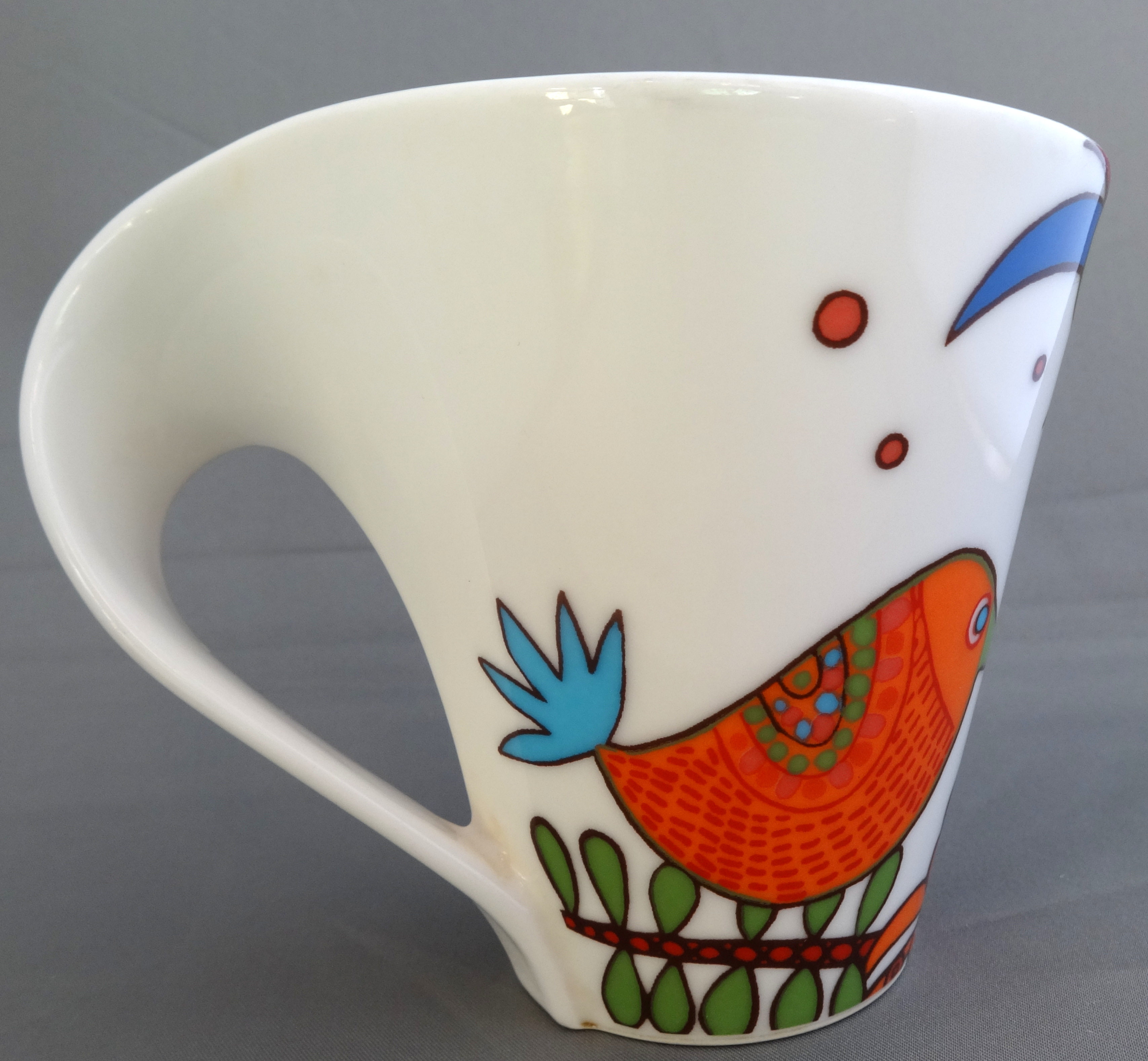